# Osiedle Zielone (Kraków)
Osiedle Zielone (do roku 1958 osiedle B-2) – osiedle w Krakowie, w starszej części Nowej Huty, w dzielnicy XVIII, niestanowiące jednostki pomocniczej niższego rzędu w ramach dzielnicy. 
Znajduje się na północ od Placu Centralnego i ograniczone jest ulicami: od zachodu Aleją Róż, od północy ul. Mościckiego (d. Demakowa), od wschodu ul. Wojciechowskiego (d. Leńskiego), od południa ul. Żeromskiego.
Na osiedlu, w bloku nr 7 znajdował się Oddział w Nowej Hucie Muzeum Archeologicznego, który został w 2007 przeniesiony do lamusa w Branicach.

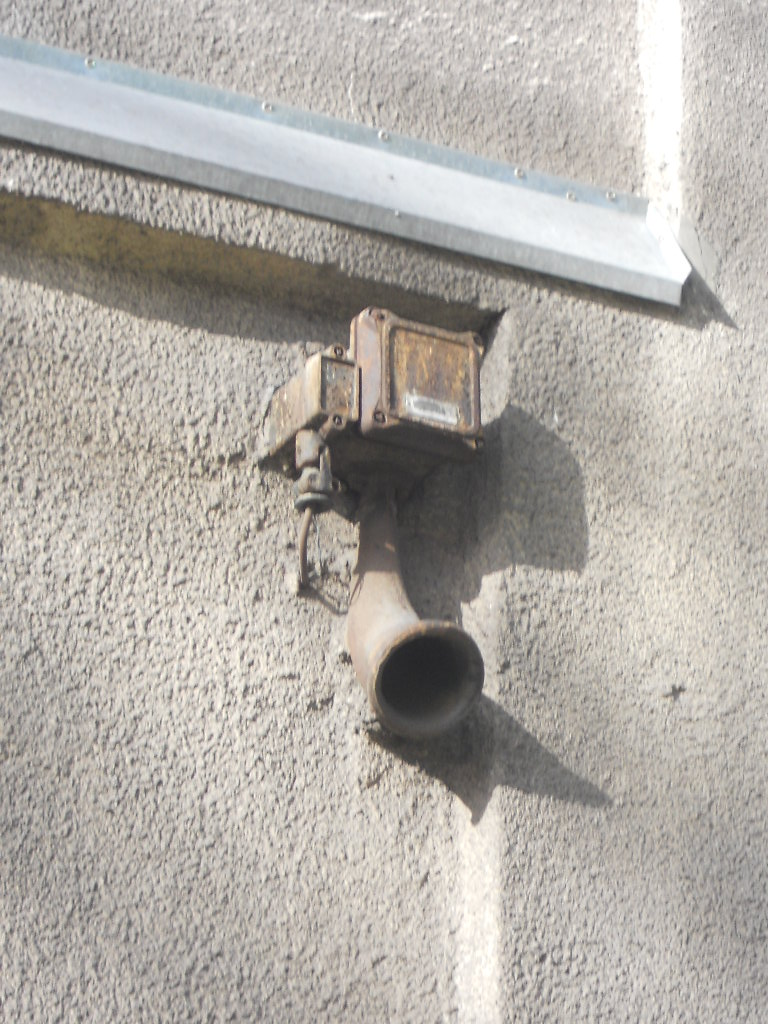
System ostrzegawczy – syrena (lata 50. XX wieku)
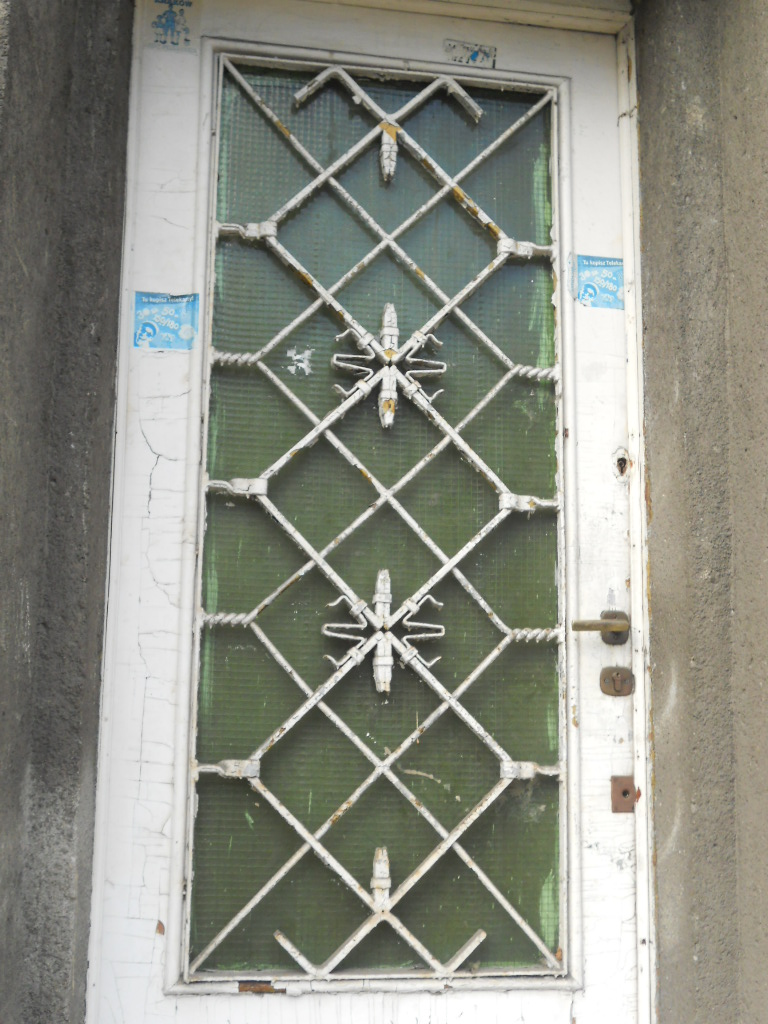
Oryginalna krata w drzwiach na osiedlu
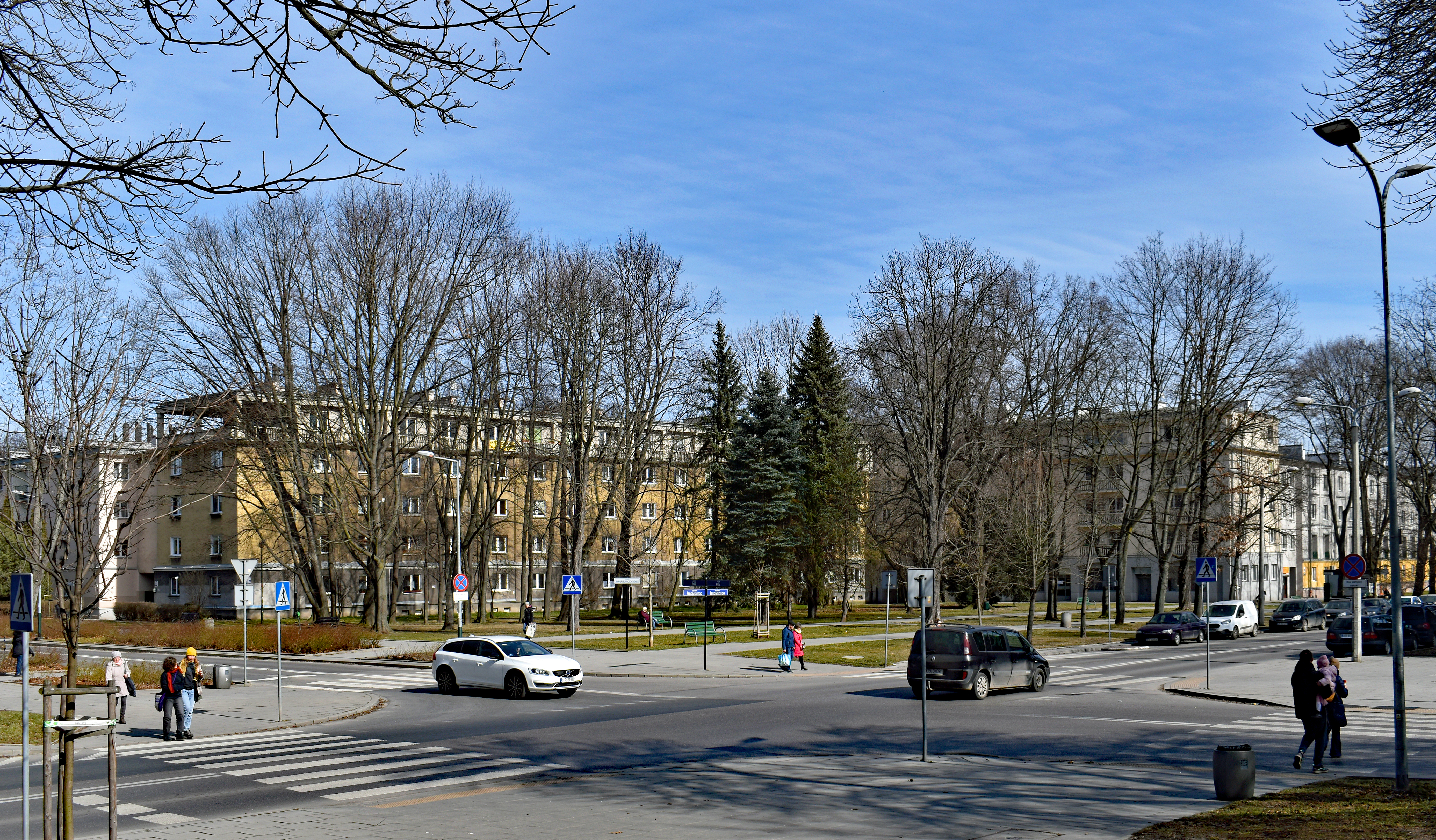
os. Zielone 22 i 23 Zachodnia część osiedla widziana z al. Róż
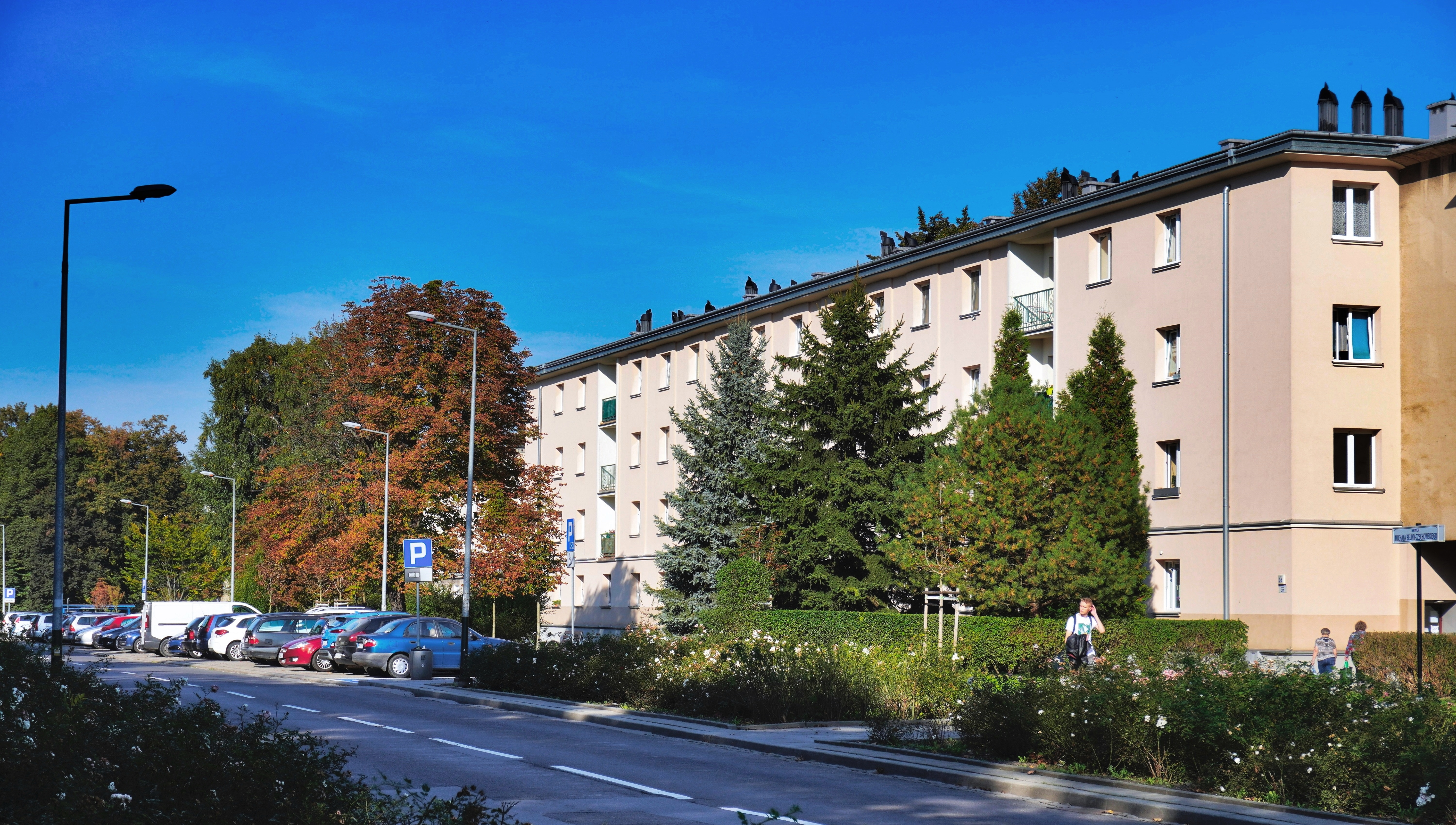
Zachodnia strona osiedla (os. Zielone 24)
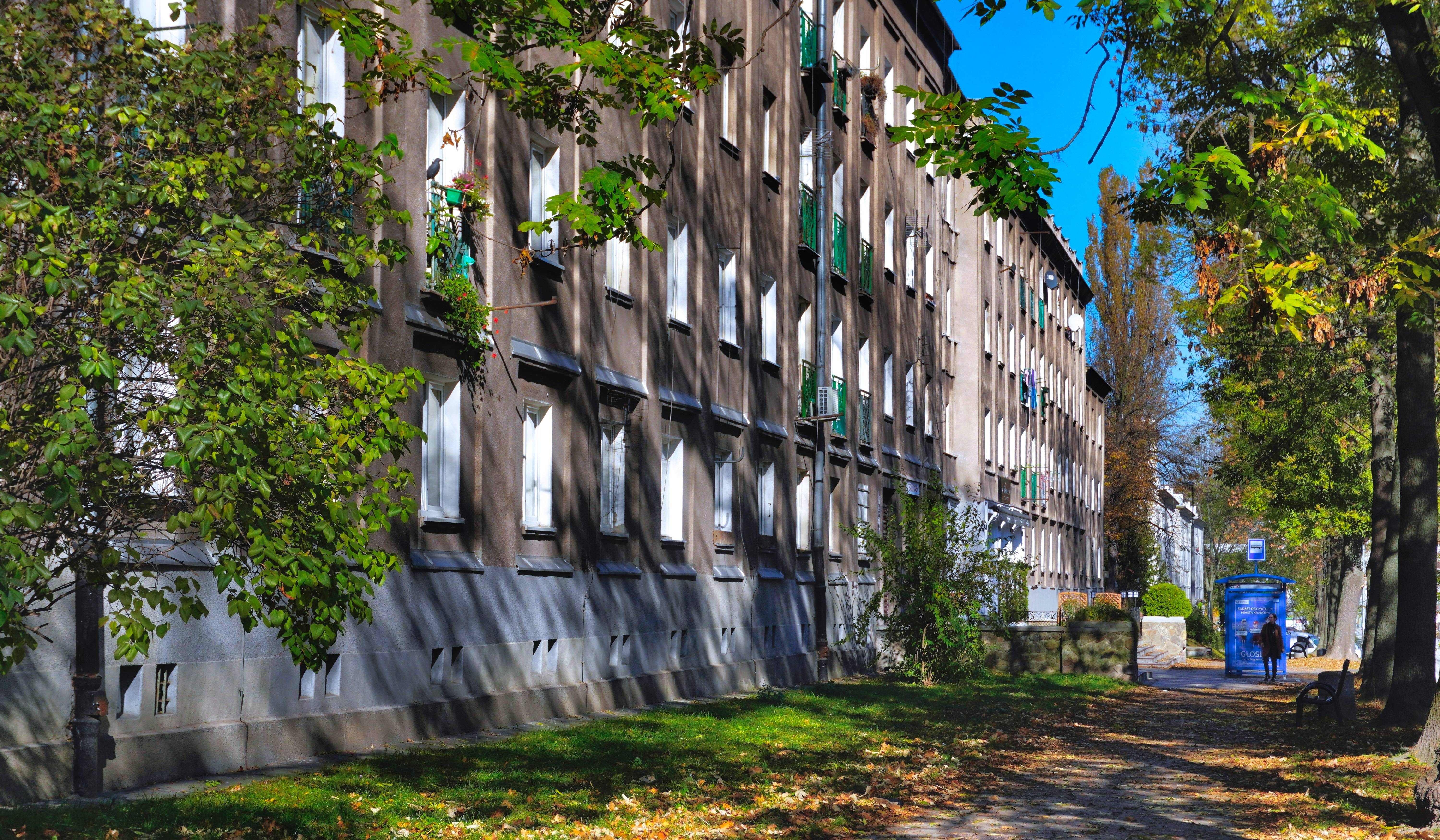
Wschodnia strona osiedla, widok od ul. Wojciechowskiego (os. Zielone 16 i 13)